# Marie-Denise Villers

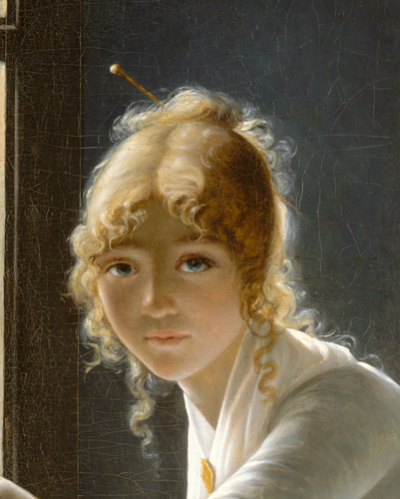
Marie-Denise Villers, autoritratto

Marie-Denise Villers (Parigi, 1774 – Parigi, 19 agosto 1821) è stata una pittrice francese, finissima ritrattista.

## Biografia
Marie-Denise Villers, nata Marie-Denise Lemoine,  proveniva da una famiglia di artisti. Figlia di Charles Lemoine e di Marie-Anne Rousselle, pittori, aveva due sorelle (Marie-Victoire Lemoine e Marie-Élisabeth Gabiou) nonché una cugina (Jeanne-Élisabeth Chaudet) tutte ritrattiste affermate.
Nacque e trascorse l'infanzia in rue Saint-Honoré-Traversière, nel primo arrondissement di Parigi, presso il Palais-Royal. Pochissimo si sa della sua giovinezza, ad eccezione del suo matrimonio con Michel Villers, che era allievo di Anne-Louis Girodet. Marie-Denise divenne quindi anche lei allieva di Girodet e, grazie a ciò, le fu concesso di esporre nel 1799 tre suoi quadri al Salon de Paris.
Iniziò poi a frequentare anche gli atelier di François Gérard e di Jacques-Louis David da cui fu certamente influenzata. Fra le sue tele presentate al Salon nel 1799 vi era anche un Ritratto di pittrice al quale fu assegnato un premio d'incoraggiamento di 1500 franchi e che gli storici dell'arte considerano un autoritratto.
Al Salon del 1801 Marie-Denise presentò uno Studio di una giovane seduta sulla finestra, seguito nel 1802 dalla tela Un bambino nella sua culla.... La sua ultima opera conosciuta fu esposta nel 1814 ed è il ritratto della duchessa di Angoulême.
Da quell'anno in poi, sino alla sua morte, di lei non si sa più nulla, né ella venne più menzionata: fu, per qualche ragione, dimenticata da tutti, nonostante fosse stata certamente nota per i suoi finissimi ritratti di stile neoclassico, ma permeati da una grazia e da un'intensità espressiva mai idealizzate e quindi sconosciute al classicismo. La sua riscoperta avvenne solo alla fine del 1800, mentre, nel frattempo, le sue opere venivano attribuite a Girodet o a David.
La sua Giovane donna che disegna, forse del 1801, che è sicuramente un suo autoritratto e che si trova ora al Metropolitan Museum of Art di New York, era stata per l'appunto considerata come opera di David. Solamente dopo il 1996 venne riconosciuta come opera di Marie-Denise Villers.
Denise Lemoine-Villers si spense a Parigi a soli 47 anni, ma non si conoscono, per ora, né le circostanze della sua morte, né il luogo della sua sepoltura.

## Opere
- 1799 - La Peinture o Une Bacchante endormie - (La pittura o Una baccante addormentata)
- 1800 - Étude d'une jeune femme assise sur une fenêtre - (Studio per una giovane seduta sulla finestra)
- 1801 - Jeune femme dessinant,  (Metropolitan Museum of Art, New York) - (Una giovane che disegna)
- N. D.  - Une étude de femme d'après nature o Portrait présumé de Madame Soustras, (Louvre, Parigi) - (Studio per una donna nella natura o presunto ritratto di M.me Soustras)
- 1801 - Étude d'une femme à sa toilette o Un portrait - (Studio per una donna alla toeletta o Un ritratto)
- 1802 - Un enfant dans son berceau, entrainé par les eaux de l'inondation du mois de Nivôse an X - (Bambino nella sua culla, trascinato dalle acque dell'inondazione del mese di Nevoso dell'anno X [della rivoluzione])
- 1810 - Un enfant dans son berceau, entrainé par les eaux de l'inondation du mois de Nivôse an X - (Versione a dimensioni ridotte)
- 1813 - Une petite fille blonde, tenant une corbeille de jonc remplie de fleurs; figure de grandeur naturelle, vêtue d'une robe rouge, sur fond de paysage - (Bambina bionda che porta una cesta di vimini piena di fiori, figura a grandezza naturale, vestita con un abito rosso con un paesaggio sullo sfondo)
- 1814 - Portrait de la duchesse d'Angoulême - (Ritratto della duchessa di Angoulême)

## Galleria d'immagini

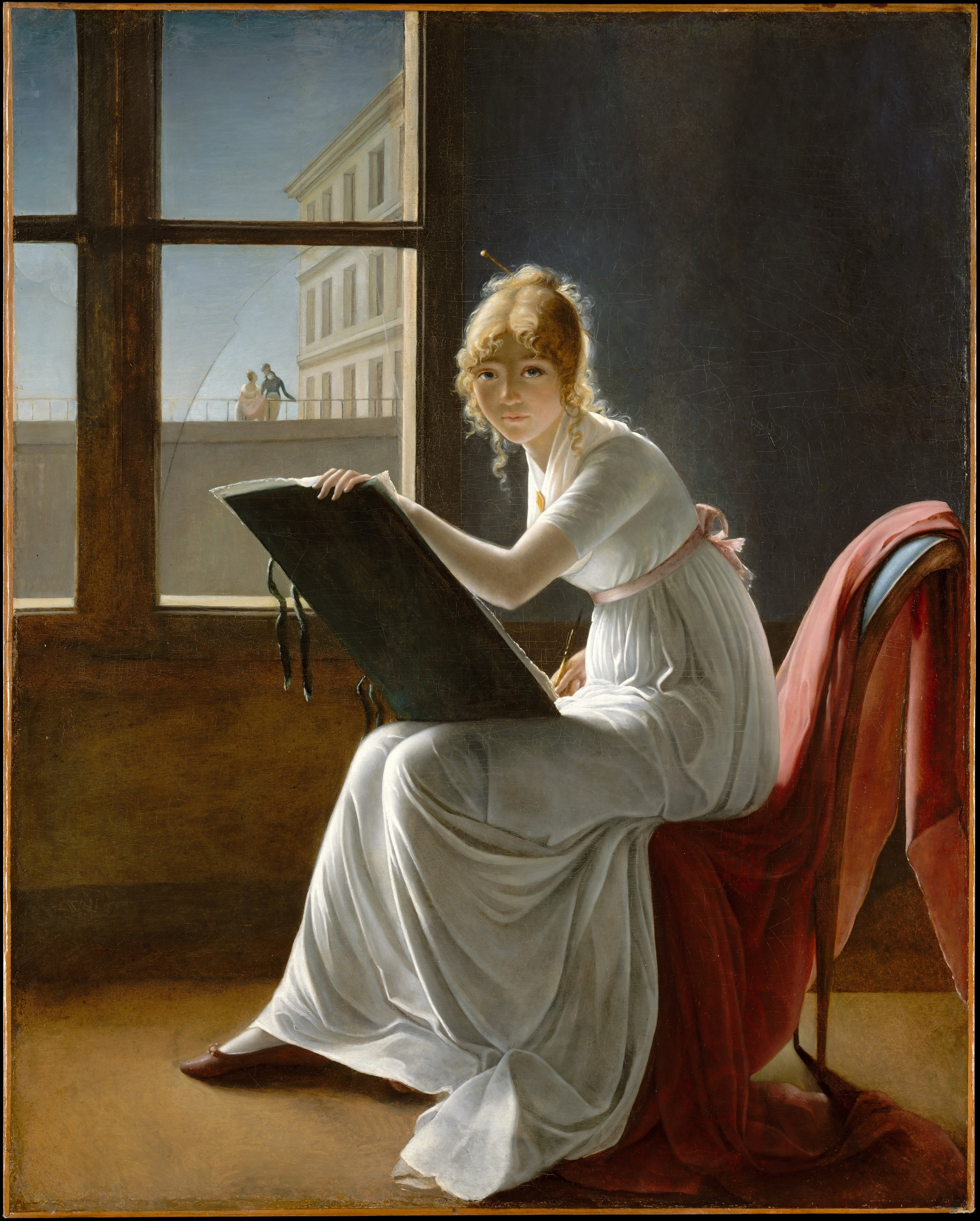
Giovane che disegna, 1801 Presunto autoritratto
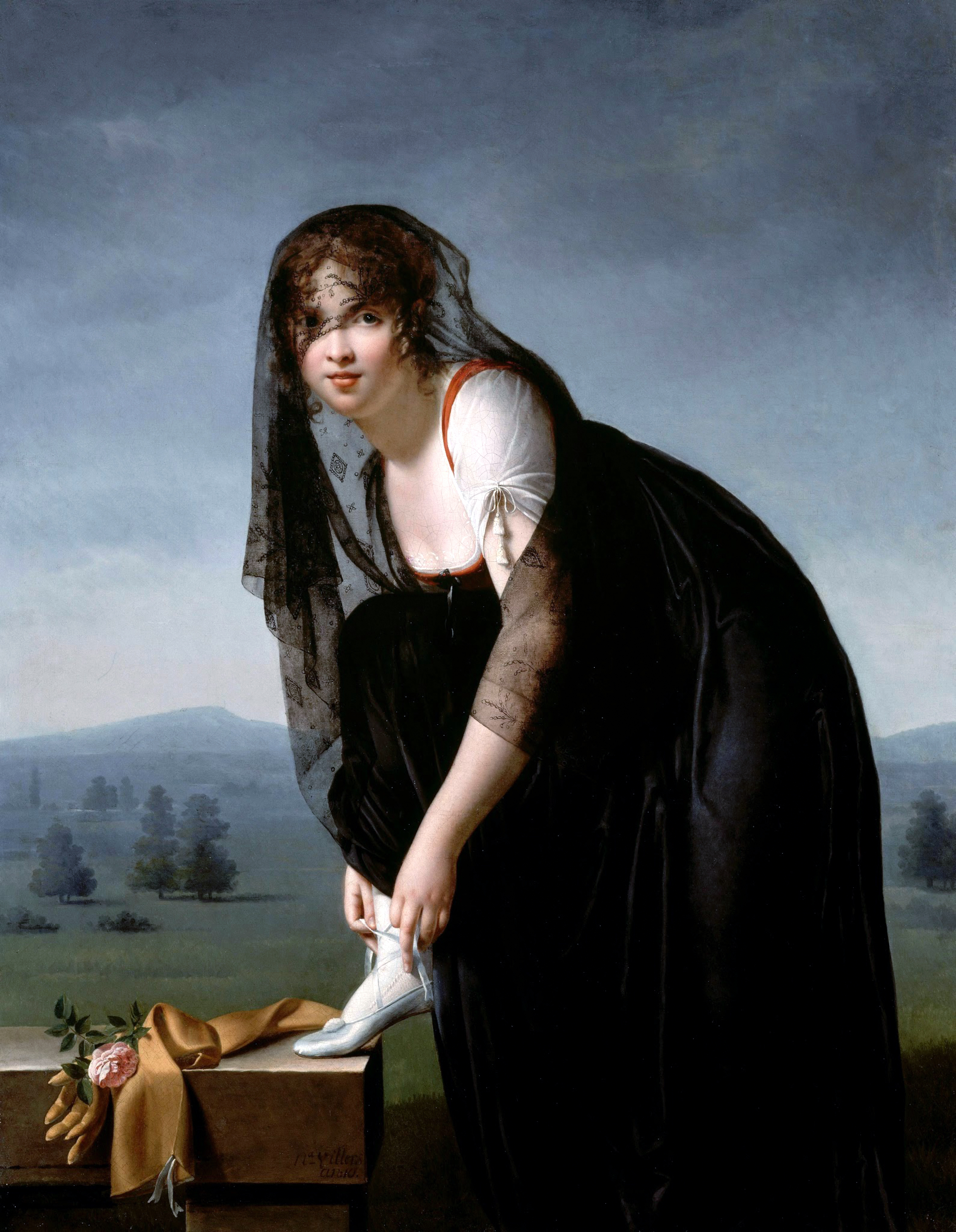
Ritratto presunto di M.me Soustras